# Callichthys
Callichthys es un género de peces de la familia Callichthyidae en el orden Siluriformes. Sus especies habitan en el centro y norte de América del Sur.

## Distribución geográfica
Las especies de Callichthys se distribuyen muy ampliamente en las aguas continentales de América del Sur. Habitan desde el alto río Cauca en la cuenca del río Magdalena, Colombia por el noroeste, y por el norte desde la isla Trinidad en el mar Caribe, pasando por todas las cuencas fluviales más importantes del subcontinente: el río Orinoco, el río Amazonas hasta la cuenca del Plata, llegando por el sur hasta la provincia de Buenos Aires, en el centro-este de la Argentina.

## Hábitat
Sus especies habitan en cursos fluviales tropicales, subtropicales, y templados de agua dulce.

## Taxonomía
Este género fue descrito originalmente en el año 1777, por Giovanni Antonio Scopoli. La especie tipo de este género es Silurus callichthys (= Callichthys callichthys).
Integra la tribu Corydoradini. De acuerdo con un artículo del año 1997, Callichthys es el miembro más basal de la subfamilia Callichthyinae; pero un estudio realizado en el año 2004, encontró diferentes las relaciones entre los géneros de calíctridos: Hoplosternum y Dianema forman el clado más basal, y Callichthys es hermano de Lepthoplosternum y Megalechis.

### Especies
Este género generalmente se subdivide en 4 especies:
- Callichthys callichthys (Linneo, 1758) (Cascarudo)
- Callichthys fabricioi Román-Valencia, Lehmann A. & Muñoz, 1999
- Callichthys oibaensis Ardila Rodríguez, 2006
- Callichthys serralabium Lehmann A. & R. E. dos Reis, 2004

Una de las especies fue descrita en el año 1758, pero las otras 3 lo fueron hace relativamente poco tiempo (1999, 2004, y 2006). El género Callichthys necesita de una revisión taxonómica, ya que podría estar integrado por 13 especies.

### Etimología
La etimología de su denominación científica es la siguiente:
Callichthys deriva de las palabras en griego kallos que significa 'precioso' e ichthys que significa 'pez', por lo tanto: 'pez precioso'.

## Callichthyscomo peces de acuario
Las especies de Callichthys se mantienen bien en acuarios domésticos, en condiciones similares a las de la mayoría de las especies de Corydoras. Son peces resistentes, adecuados para tanques comunitarios al ser pacíficas y respirar el oxígeno directamente del aire sobre el acuario. Alcanzan una longitud de unos 18 cm. Si bien sus colores son poco atractivos, compensan con el interés que genera su constante actividad. El tanque debe contener abundantes plantas y estar decorado con troncos u otros objetos para proporcionarles escondites. Una filtración fuerte y cambios parciales del agua (en particular la de la parte inferior) son esenciales.
Callichthys callichthys, al habitar en latitudes mayores, es la que soporta temperaturas más bajas, incluso en sus pequeños charcos —próximos a arroyos— donde vive, la superficie se congela en las noches más frías del invierno austral. Esta especie posee una llamativa capacidad: en el verano austral, cuando el agua de los charcos se evapora totalmente y su ambiente se seca por completo, puede "caminar" reptando fuera del agua hasta alcanzar un arroyo que aún mantenga algo de agua. Esto es posible gracias a que su conformación anatómica está diseñada para poder tragar aire de la atmósfera y utilizar sus intestinos para absorber de él el oxígeno que requiere.